# Ahrensburg West (metrostation)
Ahrensburg West is een metrostation in de Duitse stad Ahrensburg. Het station werd geopend op 5 november 1921 en wordt bediend door lijn U1 van de metro van Hamburg.